# 里克·斯奈德
里克·斯奈德（英語：Rick Snyder，1958年8月19日—），美国政治人物，共和黨人。2011年1月1日至2019年1月1日担任密西根州州長，为該州第48任州长。

## 生平
1958年，生于密歇根州巴特尔克里克。1977年，获得密歇根大学通识学士学位；1979年，获得密歇根大学工商管理硕士学位；1982年，获得密歇根大学法律博士学位。
2021年1月，斯奈德被控在弗林特水危机中玩忽职守，致使当地居民饮用污水后患上军团病。2022年12月，法官驳回了相關指控。